# Seznam nosilcev spominskega znaka Republiška koordinacija 1991
Seznam nosilcev spominskega znaka Republiška koordinacija 1991.
Republiški sekretariat za notranje zadeve
1. Jože Ajdišek (Gorenjska pokrajina)
2. Stanislav Bačar (Severnoprimorska pokrajina)
3. Jelko Bajt (Južnoprimorska pokrajina)
4. Igor Bavčar (Republiška koordinacijska skupina)
5. Franc Bevc (Zahodnoštajerska pokrajina)
6. Vincencij Beznik (Republiška koordinacijska skupina)
7. Mihael Brejc (Republiška koordinacijska skupina)
8. Stanislav Ciglarič (Ljubljana in Ljubljanska pokrajina)
9. Emil Čebokli (Južnoprimorska pokrajina)
10. Pavel Čelik (Republiška koordinacijska skupina)
11. Branko Davidović (Ljubljana in Ljubljanska pokrajina)
12. Milan Domadenik (Republiška koordinacijska skupina)
13. Ivan Hočevar (Gorenjska pokrajina)
14. Milan Horvat (Maribor in Vzhodnoštajerska pokrajina)
15. Zvonimir Kelher (Severnoprimorska pokrajina)
16. Milan Klemenčič (Gorenjska pokrajina)
17. Alojz Kocmut (Maribor in Vzhodnoštajerska pokrajina)
18. Mirko Kokol (Zahodnoštajerska pokrajina)
19. Jože Kolenc (Republiška koordinacijska skupina)
20. Silvo Komar (Maribor in Vzhodnoštajerska pokrajina)
21. Jožef Krapše (Maribor in Vzhodnoštajerska pokrajina)
22. Alojz Kuralt (Republiška koordinacijska skupina)
23. Stanko Leskovšek (Ljubljana in Ljubljanska pokrajina)
24. Borut Likar (Dolenjska pokrajina)
25. Radovan Lukman (Južnoprimorska pokrajina)
26. Bojan Lunežnik (Maribor in Vzhodnoštajerska pokrajina)
27. Miha Molan (Dolenjska pokrajina)
28. Dušan Moljk (Južnoprimorska pokrajina)
29. Boris Oklešen (Dolenjska pokrajina)
30. Rudolf Ervin Skobe (Dolenjska pokrajina)
31. Bojan Skočir (Zahodnoštajerska pokrajina)
32. Stanislav Soršak (Zahodnoštajerska pokrajina)
33. Marjan Starc (Ljubljana in Ljubljanska pokrajina)
34. Darko Škrlj (Severnoprimorska pokrajina)
35. Aldo Turk (Severnoprimorska pokrajina)
36. Miroslav Žaberl (Zahodnoštajerska pokrajina)

Republiški sekretariat za ljudsko obrambo
1. Franc Karel Anderlič (Južnoprimorska pokrajina)
2. Bogdan Beltram (Severnoprimorska pokrajina)
3. Miran Bogataj (Republiška koordinacijska skupina)
4. Tine Brajnik (Republiška koordinacijska skupina)
5. Miloš Bregar (Republiška koordinacijska skupina)
6. Miha Butara (Ljubljana in Ljubljanska pokrajina)
7. Zlatko Erzin (Gorenjska pokrajina)
8. Marjan Fekonja (Republiška koordinacijska skupina)
9. Albin Gutman (Dolenjska pokrajina)
10. Janez Janša (Republiška koordinacijska skupina)
11. Jelko Kacin (Republiška koordinacijska skupina)
12. Andrej Kocbek (Maribor in Vzhodnoštajerska pokrajina)
13. Franc Kokoravec (Republiška koordinacijska skupina)
14. Bogdan Koprivnikar (Republiška koordinacijska skupina)
15. Alojz Kovačič (Maribor in Vzhodnoštajerska pokrajina)
16. Viktor Krajnc (Zahodnoštajerska pokrajina)
17. Anton Krkovič (Republiška koordinacijska skupina)
18. Danijel Kuzma (Republiška koordinacijska skupina)
19. Andrej Lovšin (Republiška koordinacijska skupina)
20. Rudi Merljak (Republiška koordinacijska skupina)
21. Vladimir Miloševič (Maribor in Vzhodnoštajerska pokrajina)
22. Mladen Mrmolja (Zahodnoštajerska pokrajina)
23. Stanislav Praprotnik (Republiška koordinacijska skupina)
24. Jože Prvinšek (Ljubljana in Ljubljanska pokrajina)
25. Janez Slapar (Republiška koordinacijska skupina)
26. Janez Sodržnik (Ljubljana in Ljubljanska pokrajina)
27. Janko Sebastijan Stušek (Republiška koordinacijska skupina)
28. Borut Usenik (Dolenjska pokrajina)
29. Bojan Ušeničnik (Republiška koordinacijska skupina)
30. Anton Vereš (Republiška koordinacijska skupina)
31. Dragotin Vidrih (Severnoprimorska pokrajina)
32. Peter Zupan (Gorenjska pokrajina)
33. Ludvik Zvonar (Republiška koordinacijska skupina)
34. Anton Žele (Južnoprimorska pokrajina)
35. Franci Žnidaršič (Republiška koordinacijska skupina)